# Cessna 210
O Cessna 210 é uma econômica aeronave monomotor a pistão de asa alta, de construção convencional metálica e trem de pouso retrátil, com capacidade para transportar com razoável conforto um piloto e cinco passageiros em viagens intermunicipais e interestaduais (rotas domésticas), fabricada nos Estados Unidos desde a década de 1950 e produzida até a década de 1980 pela fabricante norte-americana de aeronaves executivas Cessna Aircraft Company, atualmente de propriedade da corporação Textron Company.
A Cessna é um dos maiores fabricantes de aviões monomotores a pistão do mundo. Os seus principais concorrentes são Piper Aircraft, Socata, Cirrus Aircraft, Lancair e Mooney.
A Beechcraft Corporation, outro grande fabricantes de aeronaves a pistão, também é propriedade da Textron.

## História
No início da década de 1970 o fabricante passou a produzir o modelo melhorado do Cessna 210, sem os suportes nas asas, barras extras expostas para aumentar a resistência estrutural das asas, conhecidas também como montantes, e acrescentou o nome fantasia "Centurion".
Os projetos do Cessna 210 Centurion e do Cessna 206 Stationair são parecidos, mas com algumas características próprias que os diferenciam, entre elas a ausência dos suportes fixados na fuselagem e nas asas do Cessna 210, que exigiu o reforço da estrutura das asas, e a implantação de um  sistema retrátil de trem de pouso.
A motorização Continental de 285 hp foi introduzida também na década de 1970.

## Vendas
A trajetória do Cessna 210 ganhou muitos admiradores no Brasil, composta basicamente por pequenos e médios fazendeiros, que precisam de um transporte aéreo confiável, mas sempre dentro de suas possibilidades econômicas limitadas.
Entre os principais fatores que pesam na decisão dessas pessoas pelo modelo Cessna 210, ou por outros modelos monomotores a pistão da Cessna ou de outros fabricantes, estão a possibilidade de pousar e decolar em pistas curtas e não pavimentadas, manutenção barata e baixo consumo de combustível.

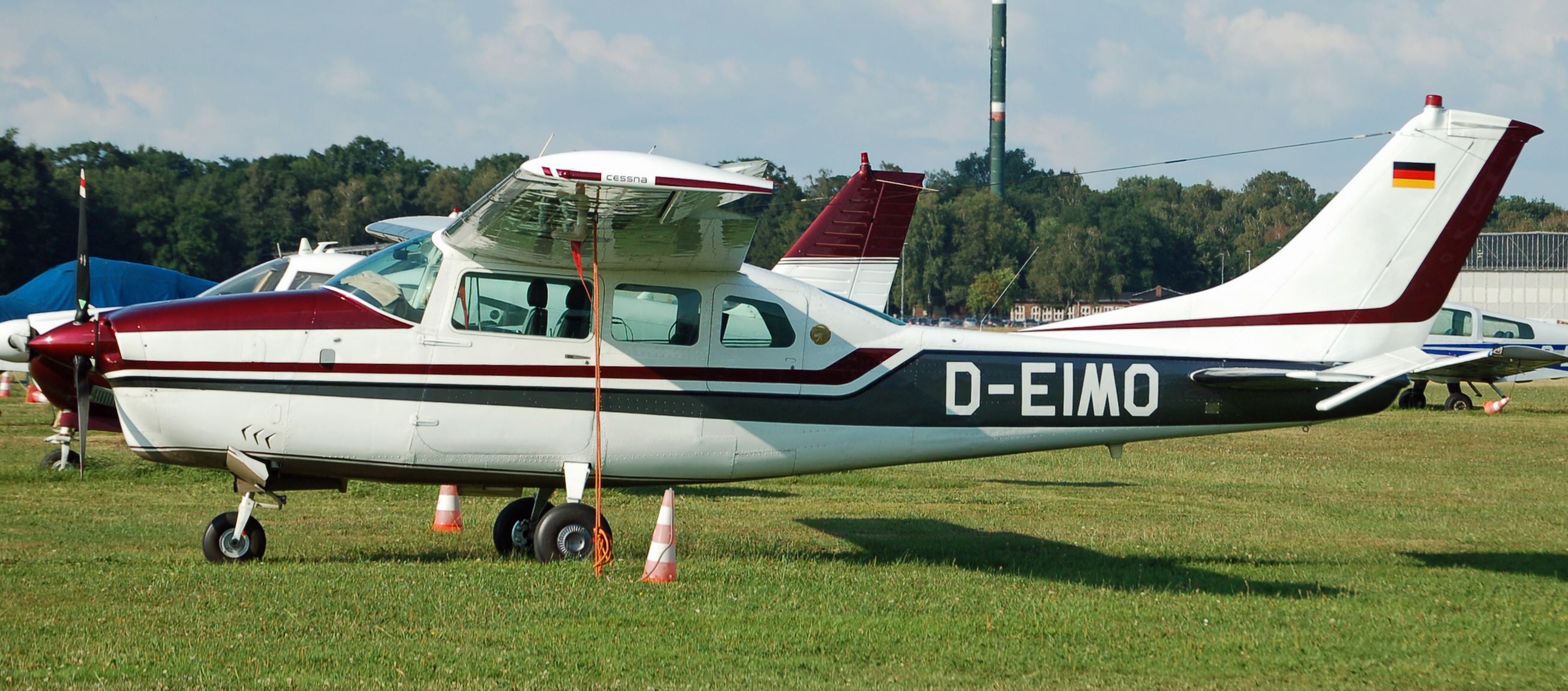
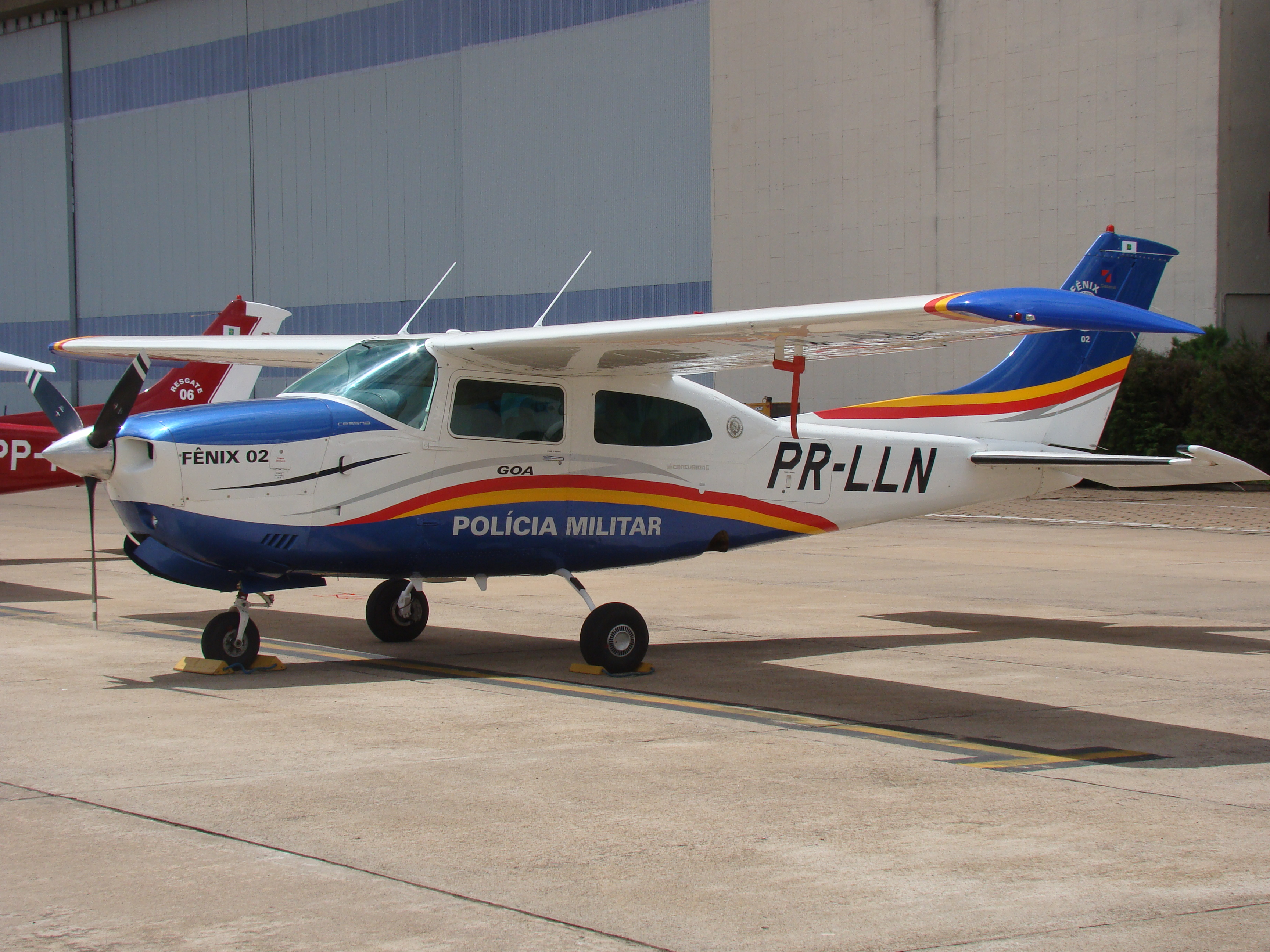

## Ficha técnica
- Velocidade de cruzeiro: 310km / h;
- Pista de pouso: 750 metros (lotado / dias quentes / tanques cheios/ nivel do mar);
- Motorização: Continental IO 520 aspirado - Continental  Turbo TSIO 520 (285 - 325 Hp);
- Consumo médio (AVGAS): Aprox. 75 litros / hora (lotado / 75% potência);
- Consumo médio (AVGAS): Aprox. 0,05 litro / passageiro / km voado;
- Teto de serviço: Aprox. 5.000 metros;
- Capacidade: 1 piloto e 5 passageiros;
- Preço: Aprox. US$ 450 mil (usado / bom estado de conservação);